# San Antonio Spurs 1979-1980
La stagione 1979-80 dei San Antonio Spurs fu la 4ª nella NBA per la franchigia.
I San Antonio Spurs arrivarono secondi nella Central Division della Eastern Conference con un record di 41-41. Nei play-off persero 2-1 nel primo turno con gli Houston Rockets.

## Classifica
| Squadra             | V  | P  | %    | GB |
| ------------------- | -- | -- | ---- | -- |
| Atlanta Hawks       | 50 | 32 | 61,0 | -  |
| Houston Rockets     | 41 | 41 | 50,0 | 9  |
| San Antonio Spurs   | 41 | 41 | 50,0 | 9  |
| Indiana Pacers      | 37 | 45 | 45,1 | 13 |
| Cleveland Cavaliers | 37 | 45 | 45,1 | 13 |
| Detroit Pistons     | 16 | 66 | 19,5 | 34 |

## Roster
| N° | Naz.                   | Ruolo | Sportivo         | Anno | Alt. | Peso |
| -- | ---------------------- | ----- | ---------------- | ---- | ---- | ---- |
| 1  | Stati Uniti (bandiera) | G     | Mike Evans       | 1955 | 185  | 75   |
| 5  | Stati Uniti (bandiera) | AC    | Billy Paultz     | 1948 | 211  | 107  |
| 12 | Stati Uniti (bandiera) | G     | Mike Gale        | 1950 | 193  | 84   |
| 13 | Stati Uniti (bandiera) | G     | James Silas      | 1949 | 183  | 82   |
| 21 | Stati Uniti (bandiera) | AC    | Tim Bassett      | 1951 | 203  | 102  |
| 21 | Stati Uniti (bandiera) | A     | Irv Kiffin       | 1951 | 206  | 102  |
| 23 | Stati Uniti (bandiera) | A     | Harry Davis      | 1956 | 201  | 100  |
| 30 | Stati Uniti (bandiera) | AC    | Paul Griffin     | 1954 | 206  | 93   |
| 31 | Stati Uniti (bandiera) | AC    | Kevin Restani    | 1951 | 206  | 102  |
| 34 | Stati Uniti (bandiera) | AC    | John Shumate     | 1952 | 206  | 107  |
| 35 | Stati Uniti (bandiera) | A     | Larry Kenon      | 1952 | 206  | 93   |
| 40 | Stati Uniti (bandiera) | C     | Sylvester Norris | 1957 | 211  | 100  |
| 44 | Stati Uniti (bandiera) | GA    | George Gervin    | 1952 | 201  | 82   |
| 53 | Stati Uniti (bandiera) | A     | Mark Olberding   | 1956 | 203  | 102  |
| 54 | Stati Uniti (bandiera) | G     | Wiley Peck       | 1957 | 201  | 100  |

## Staff tecnico
- Allenatori: Doug Moe (33-33) (fino al 1º marzo)[1], Bob Bass (8-8)
- Vice-allenatori: Bob Bass (fino al 1º marzo), George Karl